# Dawid Słupiński
Dawid Słupiński (ur. 16 kwietnia 1992) – polski koszykarz występujący na pozycjach silnego skrzydłowego lub środkowego, obecnie zawodnik zespołu PGE Spójni Stargard.
29 czerwca 2020 został zawodnikiem STK Czarnych Słupsk. 22 czerwca 2022 zawarł kolejną w karierze umowę z Anwilem Włocławek. Od 13 lipca 2024 zawodnik PGE Spójni Stargard.

## Osiągnięcia
Stan na 10 czerwca 2023.

### Klubowe
- Mistrz:
  - FIBA Europe Cup (2023)[4][5]
  - I ligi polskiej (2021)[6]
- Uczestnik:
  - rozgrywek Final Four Alpe Adria Cup (2019)
  - pucharu Polski (2011)
  - mistrzostw Polski juniorów (2012)

### Indywidualne
- MVP finałów I ligi (2021)[7]